# Von-Colson-Entscheidung
Die Von-Colson-Entscheidung ist eine wichtige Entscheidung des Europäischen Gerichtshofs zum Konflikt zwischen Europarecht und nationalem Recht.

## Sachverhalt
Gegenstand des Rechtsstreits war die Richtlinie 76/207/EWG zur Verwirklichung des Grundsatzes der Gleichbehandlung von Männern und Frauen hinsichtlich des Zugangs zur Beschäftigung, zur Berufsbildung und zum beruflichen Aufstieg sowie in Bezug auf die Arbeitsbedingungen. Der deutsche Gesetzgeber hatte diese Richtlinie durch das Arbeitsrechtliche EG-Anpassungsgesetz vom 13. August 1980 in nationales Recht umgesetzt. Durch einen neu eingefügten § 611a BGB (a. F.) stand Bewerbern, die alleine aufgrund ihres Geschlechts abgelehnt wurden, ein Schadensersatzanspruch gegen den Arbeitgeber zu; dieser musste den Bewerbern den entstandenen Vertrauensschaden ersetzen. Im Regelfall bestand ein solcher Schaden jedoch nur in Höhe der Fahrtkosten zum Vorstellungsgespräch, gegebenenfalls sogar nur in den reinen Portokosten für den Versand des Bewerbungsschreibens, weshalb die Vorschrift schon in der Literatur scharf kritisiert wurde und auch abfällig als „Portoparagraph“ bezeichnet wurde.
Das Land Nordrhein-Westfalen schrieb zwei Stellen als Sozialarbeiter an der Justizvollzugsanstalt Werl aus. Die beiden Klägerinnen bewarben sich, wurden auch zum Vorstellungsgespräch eingeladen, aber anschließend mit der Begründung abgewiesen, für diese Stelle würden nur männliche Bewerber berücksichtigt, da die Justizvollzugsanstalt ausschließlich männliche Gefangene beherbergt.
Beide Klägerinnen zogen daraufhin vor das Arbeitsgericht Hamm und verlangten, vom Land Nordrhein-Westfalen als Sozialarbeiterinnen eingestellt zu werden, hilfsweise Schadensersatz in Höhe von sechs Monatsgehältern. Das Arbeitsgericht stellte zwar fest, dass die Klägerinnen tatsächlich alleine aufgrund ihres Geschlechts abgelehnt wurden. Doch es beabsichtigte, die Klage abzuweisen und den Klägerinnen lediglich die Fahrtkosten in Höhe von 7,20 DM zuzusprechen, da eine Klage auf Einstellung nicht in Frage kommt und aus Sicht des Gerichts die spezialgesetzliche Regelung in § 611a Abs. 2 BGB den Rückgriff auf allgemeine oder ungeschriebene Normen des Deliktsrechts ausschließt. Es legte aber dem Europäischen Gerichtshof die Frage vor, ob sich aus der Richtlinie 76/207/EWG ein einklagbarer Anspruch auf Einstellung bei Verstoß gegen das Diskriminierungsverbot und wenn nein, ob stattdessen ein Schadensersatzanspruch gegen den Arbeitgeber besteht.

## Zusammenfassung des Urteils
Der Europäische Gerichtshof entschied zunächst, dass sich aus der Richtlinie 76/207/EWG kein Anspruch auf Einstellung gegenüber dem Arbeitgeber ableiten lässt, da dies in der Richtlinie nicht geregelt ist und ein solcher Anspruch sich auch nicht aus der Entstehungsgeschichte der Richtlinie ableiten lässt.
Anschließend entschied er aber, dass ein Bewerber, der wegen eines Verstoßes gegen die Richtlinie 76/207/EWG diskriminiert wird, einen Anspruch auf eine angemessene Wiedergutmachung hat. Zwar sei die Art und Weise dieser Wiedergutmachung nicht in der Richtlinie geregelt, sie müsse aber für den Arbeitgeber ein ernstzunehmendes Druckmittel darstellen und dürfe nicht so niedrig bemessen sein, dass sich ein Arbeitgeber dadurch nicht abhalten lasse, weitere Verstöße gegen die Richtlinie zu begehen. Eine bloß symbolische Entschädigung, wie sie der § 611a Abs. 2 BGB faktisch normiert, reicht grundsätzlich nicht aus, um den aus der Richtlinie abgeleiteten Anspruch auf Wiedergutmachung zu erfüllen.
Nun stellte sich die Frage, ob die Richtlinie 76/207/EWG eine unmittelbare Wirkung gegenüber den Parteien entfalte, ob also ein Schadensersatzanspruch unmittelbar auf diese Richtlinie gestützt werden könnte. Das verneinte der Gerichtshof, weil die Richtlinie keine konkrete Sanktion normiere und damit nicht hinreichend bestimmt sei, um eine unmittelbare Wirkung zu entfalten. Das Gericht entschied aber, dass es grundsätzlich Aufgabe der nationalen Gerichte ist, durch Auslegung der nationalen Normen im Lichte des Unionsrechts für eine angemessene Wiedergutmachung zu sorgen. Dabei dürfe sich diese Auslegung nicht nur am Wortsinn der nationalen Vorschriften beschränken; die Gerichte müssen vielmehr den vollen Beurteilungsspielraum ausnutzen und dabei gegebenenfalls auch Normen im Wege richterlicher Rechtsfortbildung auslegen. Die nationalen Gerichte dürften dabei aber in keinem Fall über diesen Beurteilungsspielraum hinausgehen und etwa eine Vorschrift als dessen Gegenteil auslegen, das ist ihnen verwehrt.

## Folgen des Urteils
Obwohl der Europäische Gerichtshof mit diesem Urteil erklärt hat, dass § 611a Abs. 2 BGB gegen Europarecht verstößt, sah der Gesetzgeber keinen Anlass, tätig zu werden und etwa die Vorschrift europarechtskonform abzuändern. Dies brachte Probleme, als das Bundesarbeitsgericht sich erstmals mit der Problematik konfrontiert sah. Denn nach Ansicht des Gerichts würde eine Auslegung der Vorschrift dahingehend, dass auch weitergehende Schadensersatzansprüche möglich sind, die Grenzen der richterlichen Rechtsfortbildung weit überschreiten. Das Gericht behalf sich damit, dass es entschied, dass ein Verstoß gegen § 611a BGB zugleich einen Verstoß gegen das allgemeine Persönlichkeitsrecht darstellt und damit Ansprüche gegen den Arbeitgeber aus § 823 BGB eröffnet. Das Gericht sah sich jedoch gezwungen, den möglichen Schadensersatz auf ein Monatsgehalt zu begrenzen.
Der Gesetzgeber reagierte erst im Jahr 1994 – nach weiteren Entscheidungen des Europäischen Gerichtshofs in ähnlich gelagerten Fällen – und passte die Regelung des § 611 Abs. 2 BGB an, um den Bewerbern einen echten Schadensersatzanspruch zuzusprechen. Allerdings war dieser Schadensersatzanspruch auf drei Monatsgehälter begrenzt, dem Arbeitgeber musste ein Verschulden nachgewiesen werden und der Arbeitgeber konnte vor dem Arbeitsgericht den Gesamtanspruch pro Auswahlverfahren auf sechs bzw. zwölf Monatsgehälter beschränken (diese Regelung sollte nach der Gesetzesbegründung klein- und mittelständische Betriebe vor einem möglichen finanziellen Ruin durch Entschädigungsansprüche schützen). Auch diese überarbeitete Regelung wurde jedoch im Jahr 1997 vom Europäischen Gerichtshof in der Draehmpaehl-Entscheidung für europarechtswidrig erklärt.